# NMEA 0183
NMEA 0183 — комбінований стандарт, який визначає як електричні так і функціональні характеристики комунікаційного протоколу для обміну інформацією між пристроями морського електронного обладнання, такими як ехолот, гідролокатор, анемометр, гірокомпас, автоматичний рульовий механізм, GPS-приймач та багатьма іншими типами обладнання. Стандарт створений та контролюється Національною асоціацією морської електроніки. Він замінив попередні стандарти NMEA 0180 та NMEA 0182. У морських застосуваннях поступовою виходить з вжитку і замінюється новішим стандартом NMEA 2000.
На фізичному рівні стандарт використовує EIA-422, однак майже вся апаратура з виходами NMEA 0183 також здатна працювати з одним портом RS-232. Незважаючи на те, що стандарт передбачає ізоляцію входів і виходів, існує обладнання, де не дотримано цієї вимоги.
Стандарт NMEA 0183 використовує простий послідовний комунікаційний протокол. Передавання даних здійснюється ASCII-символами у вигляді повідомлень-«речень» від одного «промовця» (англ. talker) до багатьох «слухачів» (англ. listener) одночасно. За допомогою використання проміжних повторювачів «промовець» може здійснювати однонаправлену комунікацію з практично необмеженою кількістю «слухачів». Використовуючи мультиплексори, декілька давачів можуть промовляти до одного комп'ютерного порту.
На прикладному рівні стандарт визначає вміст кожного типу «речення», таким чином кожен listener може точно розібрати повідомлення.

## Опис стандарту

### Канальний рівень
На канальному рівні використовується конфігурація асинхронного послідовного порту «4800, 8N1», тобто:
| Типова бітова швидкість | 4800 |
| ----------------------- | ---- |
| Бітів даних             | 8    |
| Біт парності            | нема |
| Стопових бітів          | 1    |
| Узгодження обміну       | Нема |

Різновид стандарту під назвою NMEA-0183HS визначає бітову швидкість 38400. Цей варіант зазвичай використовується в автоматичних ідентифікаційних системах.

### Прикладний рівень
- Всі дані представляються текстовими символами ASCII між 0x20 (знак пропуску) до 0x7e (~)
- Символами, що кодують дані можуть бути усіма символами із вищезгаданого діапазону крім зарезервованих спеціальних символів (див. таблицю)
- Зарезервованими символами в NMEA0183 є наступні символи:

| ASCII | Hex  | Дес | Призначення                                                                         |
| ----- | ---- | --- | ----------------------------------------------------------------------------------- |
| <CR>  | 0x0d | 13  | Символ повернення каретки                                                           |
| <LF>  | 0x0a | 10  | Початок нового рядка (string), розділювач закінчення                                |
| !     | 0x21 | 33  | Розділювач який задає початок нової інкапсульованої послідовності                   |
| $     | 0x24 | 36  | Розділювач, що задає початок повідомлення                                           |
| *     | 0x2a | 42  | Розділювач контрольної суми                                                         |
| ,     | 0x2c | 44  | Розділювач полів                                                                    |
| \     | 0x5c | 92  | Розділювач блоку TAG                                                                |
| ^     | 0x5e | 94  | Розділювач для представлення HEX даних за стандартом ISO/IEC 8859-1 (ASCII) символи |
| ~     | 0x7e | 126 | Зарезервовано                                                                       |

- Максимальна довжина повідомлення 82 символи, що включає початковий символ $ або ! і закінчення <LF>
- Почаковим символом для кожного повідомлення може бути або $ (для традиційних повідомлень, що мають розділювачі полів) або ! (для повідомлень що мають спеціальну енкапсуляцію в середині)
- Наступні п'ять символів ідентифікують джерело інформації (два символи) та тип повідомлення (три символи).
- Всі наступні поля даних розділено символами коми ,.
- Якщо дані недоступні, відповідне поле залишається порожнім — відсутні символи між двома розділовими знаками (див. приклад повідомлень).
- Наступним символом, що слідує одразу після останнього поля є зірочка, але воно додається лише якщо присутня чексума.
- Безпосередньо за зірочкою йде контрольна сума, представлення двозначним шістнадцятковим числом. Контрольна сума обчислюється як побітове виключне АБО ASCII-кодів всіх символів повідомлення між $ та * (не включаючи ці два символи). Згідно офіційної специфікації, контрольна сума не обов'язкова для більшості повідомлень, але вона вимагається, зокрема, для RMA, RMB та RMC.
- Закінчують повідомлення символи <CR><LF>.

Приклад повідомлення, що інформує про прибуття на точку маршруту має наступний вигляд:
```
$GPAAM,A,A,0.10,N,WPTNME*32

```

де:
| GP     | Ідентифікатор джерела (Talker ID — GP для GPS-приймача, GL для GLONASS) |
| AAM    | Сигнал прибуття                                                         |
| A      | Входження у коло прибуття                                               |
| A      | Перпендикуляр пройдено                                                  |
| 0.10   | Радіус кола                                                             |
| N      | Морських миль                                                           |
| WPTNME | Назва точки прибуття                                                    |
| *32    | Контрольна сума                                                         |

### Розширення виробників
На додаток до стандартного набору NMEA більшість виробників GPS додають у своїх продуктах спеціальні повідомлення для технічного обслуговування та діагностики. Розширені повідомлення починаються з послідовності символів $P (від англ. proprietary). Ці повідомлення не нормуються стандартом.

### Приклад повідомлень
Приклад отримано з GPS-логгера Tripmate 850. Двосекундний файл записано у Лейксліп, Кілдер, Ірландія.
```
$GPGGA,092750.000,5321.6802,N,00630.3372,W,1,8,1.03,61.7,M,55.2,M,,*76
$GPGSA,A,3,10,07,05,02,29,04,08,13,,,,,1.72,1.03,1.38*0A
$GPGSV,3,1,11,10,63,137,17,07,61,098,15,05,59,290,20,08,54,157,30*70
$GPGSV,3,2,11,02,39,223,19,13,28,070,17,26,23,252,,04,14,186,14*79
$GPGSV,3,3,11,29,09,301,24,16,09,020,,36,,,*76
$GPRMC,092750.000,A,5321.6802,N,00630.3372,W,0.02,31.66,280511,,,A*43
$GPGGA,092751.000,5321.6802,N,00630.3371,W,1,8,1.03,61.7,M,55.3,M,,*75
$GPGSA,A,3,10,07,05,02,29,04,08,13,,,,,1.72,1.03,1.38*0A
$GPGSV,3,1,11,10,63,137,17,07,61,098,15,05,59,290,20,08,54,157,30*70
$GPGSV,3,2,11,02,39,223,16,13,28,070,17,26,23,252,,04,14,186,15*77
$GPGSV,3,3,11,29,09,301,24,16,09,020,,36,,,*76
$GPRMC,092751.000,A,5321.6802,N,00630.3371,W,0.06,31.66,280511,,,A*45

```

Зверніть увагу на порожні поля, наприклад:
- У повідомленнях GSV з описом видимих супутників відсутнє поле SNR для супутника 16 і всі дані для супутника 36.
- Повідомлення GSA з переліком супутників, використовуваних для визначення позиції[en] та величиною погіршення точності, має дванадцять полів для номерів супутників, але лише вісім супутників беруться до уваги, тому чотири поля залишено порожніми.

### C-реалізація розрахунку контрольної суми
Контрольна сума кожного повідомлення обчислюється як побітове виключне АБО ASCII-кодів всіх символів повідомлення між $ та * (не включаючи ці два символи). Наступний код генерує контрольну суму для рядка, записаного у масив mystring та друкує її у вихідний потік. Для розрахунку взято одне з повідомлень з прикладу вище.
```
#include
 
<stdio.h>

int
 
checksum
(
char
 
*
s
)
 
{

    
int
 
c
 
=
 
0
;

    
// Пропустити стартовий символ

    
if
 
(
*
s
 
==
 
'$'
)

        
++
s
;

    
// До кінця рядка або до початку поля контрольної суми

    
while
(
*
s
 
!=
 
0
 
&&
 
*
s
 
!=
 
'*'
)

        
c
 
^=
 
*
s
++
;

    
return
 
c
;

}

int
 
main
()

{

    
char
 
mystring
[]
 
=
 
"GPRMC,092751.000,A,5321.6802,N,00630.3371,W,0.06,31.66,280511,,,A"
;

    
printf
(
"String: %s
\n
Checksum: 0x%02X
\n
"
,
 
mystring
,
 
checksum
(
mystring
));

    
return
 
0
;

}

```

## Сумісність
Стандарт NMEA 0183 широко підтримується навігаційними та картографічними програмами. Найвідоміші з них:
- AggreGate Platform
- gpsd — GPS демон для UNIX-подібних операційних систем
- Google Maps Mobile Edition[2]
- JOSM — редактор даних OpenStreetMap

## Статус
Стандарти NMEA є комерційними й станом на вересень 2015 року продавалися за ціною від $250 (для членів асоціації — від $165). Однак, більшість з них доступні з відкритих джерел завдяки зворотній розробці.
Станом на 2012 рік стандарт NMEA 0183 продовжував розвиватися: версію 4.10 було опубліковано на початку травня 2012 року, перелік помилок — 12 травня того ж року.
Новіший стандарт, NMEA 2000, передбачає вищу бітову швидкість та декілька «промовців» (talkers) без використання центрального хаба чи кільцевої буферизації пакетів.